# Norbert Kościuch
Norbert Kościuch (ur. 28 kwietnia 1984 w Lesznie) – polski żużlowiec.
Pierwsze kroki na torze żużlowym stawiał w Unii Leszno, licencję uzyskał 16 maja 2000 w Opolu. W Unii Leszno startował, w latach 2000–2006, w latach 2007–2011 w PSŻ Poznań, sezony 2012, 2013 i 2014 spędził w GKM Grudziądz. W sezonie 2015 reprezentował Start Gniezno. W sezonie 2025 jest jeżdżącym trenerem Polonii Piła.

## Osiągnięcia

### Drużynowe Mistrzostwa Polski
Legenda:      awans      spadek
| Sezon | Klub                           | Miejsce | Średnia biegowa | Liga       | Zwycięzca ligi                               | Mistrz Polski                    |
| ----- | ------------------------------ | ------- | --------------- | ---------- | -------------------------------------------- | -------------------------------- |
| 2000  | Unia Leszno                    | 7.      | 0,000           | Ekstraliga | Polonia Bydgoszcz                            | Polonia Bydgoszcz                |
| 2001  | Unia Leszno                    | 6.      | 0,167           | Ekstraliga | Apator Adriana Toruń                         | Apator Adriana Toruń             |
| 2002  | Unia Leszno                    | 2.      | 0,200           | Ekstraliga | Polonia Bydgoszcz                            | Polonia Bydgoszcz                |
| 2003  | Unia Leszno                    | 6.      | 0,679           | Ekstraliga | Top Secret Włókniarz Częstochowa             | Top Secret Włókniarz Częstochowa |
| 2004  | Unia Leszno                    | 5.      | 1,156           | Ekstraliga | Unia Tarnów                                  | Unia Tarnów                      |
| 2005  | Unia Leszno                    | 5.      | 1,176           | Ekstraliga | Unia Tarnów                                  | Unia Tarnów                      |
| 2006  | Unia Leszno                    | 5.      | 1,375           | Ekstraliga | Atlas Wrocław                                | Atlas Wrocław                    |
| 2007  | PSŻ Milion Team Poznań         | 5.      | 1,965           | I liga     | Stal Gorzów                                  | Unia Leszno                      |
| 2008  | PSŻ Milion Team Poznań         | 4.      | 1,824           | I liga     | Polonia Bydgoszcz                            | Unibax Toruń                     |
| 2009  | PSŻ Milion Team Poznań         | 5.      | 1,825           | I liga     | Unia Tarnów                                  | Falubaz Zielona Góra             |
| 2010  | PSŻ Lechma Poznań              | 6.      | 1,889           | I liga     | Marma Hadykówka Rzeszów                      | Unia Leszno                      |
| 2011  | PSŻ Lechma Poznań              | 8.      | 1,893           | I liga     | Polonia Bydgoszcz                            | Stelmet Falubaz Zielona Góra     |
| 2012  | GTŻ Grudziądz                  | 2.      | 1,859           | I liga     | Lechma Start Gniezno                         | Azoty Tauron Tarnów              |
| 2013  | GKM Grudziądz                  | 2.      | 1,977           | I liga     | Renault Zdunek Wybrzeże Gdańsk               | Stelmet Falubaz Zielona Góra     |
| 2014  | GKM Grudziądz                  | 3.      | 1,621           | I liga     | PGE Marma Rzeszów                            | Stal Gorzów Wielkopolski         |
| 2015  | Łączyńscy-Carbon Start Gniezno | 7.      | 1,704           | I liga     | SK Lokomotīve Dyneburg                       | Fogo Unia Leszno                 |
| 2016  | Polonia Piła                   | 5.      | 2,044           | I liga     | SK Lokomotīve Dyneburg                       | Stal Gorzów Wielkopolski         |
| 2017  | Euro Finannce Polonia Piła     | 5.      | 2,296           | I liga     | Grupa Azoty Unia Tarnów                      | Fogo Unia Leszno                 |
| 2018  | Orzeł Łódź                     | 5.      | 2,208           | I liga     | Speed Car Motor Lublin                       | Fogo Unia Leszno                 |
| 2019  | Get Well Toruń                 | 8.      | 1,033           | Ekstraliga | Fogo Unia Leszno                             | Fogo Unia Leszno                 |
| 2020  | Orzeł Łódź                     | 3.      | 1,857           | I liga     | eWinner Apator Toruń                         | Fogo Unia Leszno                 |
| 2021  | Orzeł Łódź                     | 6.      | 1,800           | I liga     | Arged Malesa TŻ Ostrovia Ostrów Wielkopolski | Betard Sparta Wrocław            |
| 2022  | H. Skrzydlewska Orzeł Łódź     | 5.      | 1,382           | I liga     | Cellfast Wilki Krosno                        | Motor Lublin                     |
| 2023  | Wybrzeże Gdańsk                | 6.      | 1,000           | I liga     | Enea Falubaz Zielona Góra                    | Motor Lublin                     |
| 2024  | PKS Polonia Piła               | 3.      | 1,814           | KLŻ        | Unia Tarnów                                  | Motor Lublin                     |

### Indywidualne Mistrzostwa Polski
| Dzień          | Rok  | Klub                       | Miejscowość         | Miejsce                    | Punkty                     | Biegi                      | Zwycięzca          |
| -------------- | ---- | -------------------------- | ------------------- | -------------------------- | -------------------------- | -------------------------- | ------------------ |
| 15 sierpnia    | 2005 | Unia Leszno                | Tarnów              | 10. miejsce w ćwierćfinale | 10. miejsce w ćwierćfinale | 10. miejsce w ćwierćfinale | Janusz Kołodziej   |
| 9 sierpnia     | 2008 | PSŻ Milion Team Poznań     | Leszno              | 10. miejsce w ćwierćfinale | 10. miejsce w ćwierćfinale | 10. miejsce w ćwierćfinale | Adam Skórnicki     |
| 25 lipca       | 2009 | PSŻ Milion Team Poznań     | Toruń               | R1. miejsce w półfinale    | R1. miejsce w półfinale    | R1. miejsce w półfinale    | Tomasz Gollob      |
| 18 września    | 2010 | PSŻ Lechma Poznań          | Zielona Góra        | 9. miejsce w ćwierćfinale  | 9. miejsce w ćwierćfinale  | 9. miejsce w ćwierćfinale  | Janusz Kołodziej   |
| 3 września     | 2011 | PSŻ Lechma Poznań          | Leszno              | 15. miejsce w półfinale    | 15. miejsce w półfinale    | 15. miejsce w półfinale    | Jarosław Hampel    |
| 15 sierpnia    | 2012 | GTŻ Grudziądz              | Zielona Góra        | 12. miejsce w ćwierćfinale | 12. miejsce w ćwierćfinale | 12. miejsce w ćwierćfinale | Tomasz Jędrzejak   |
| 6 października | 2013 | GKM Grudziądz              | Tarnów              | 9. miejsce w półfinale     | 9. miejsce w półfinale     | 9. miejsce w półfinale     | Janusz Kołodziej   |
| 14 sierpnia    | 2014 | GKM Grudziądz              | Zielona Góra        | 8.                         | 7                          | (0,2,2,2,1)                | Krzysztof Kasprzak |
| 1 lipca        | 2016 | Polonia Piła               | Leszno              | 10.                        | 7                          | (1,1,1,3,1)                | Patryk Dudek       |
| 2 lipca        | 2017 | Euro Finannce Polonia Piła | Gorzów Wielkopolski | 7.                         | 8                          | (1,0,2,3,2)                | Szymon Woźniak     |
| 4 sierpnia     | 2018 | Orzeł Łódź                 | Leszno              | 9.                         | 7                          | (3,2,0,2,0)                | Piotr Pawlicki     |
| 14 lipca       | 2019 | Get Well Toruń             | Leszno              | 9.                         | 7                          | (2,0,1,2,2)                | Janusz Kołodziej   |
| 7 września     | 2020 | Orzeł Łódź                 | Leszno              | 15.                        | 3                          | (0,1,0,0,2)                | Maciej Janowski    |
| 11 lipca       | 2021 | Orzeł Łódź                 | Leszno              | 8. miejsce w półfinale     | 8. miejsce w półfinale     | 8. miejsce w półfinale     | Bartosz Zmarzlik   |

### Złoty Kask
| Dzień            | Rok  | Klub                           | Miejscowość         | Miejsce                    | Punkty                     | Biegi                      | Zwycięzca           |
| ---------------- | ---- | ------------------------------ | ------------------- | -------------------------- | -------------------------- | -------------------------- | ------------------- |
| 25 października  | 2008 | PSŻ Milion Team Poznań         | Wrocław             | 9.                         | 8                          | (2,2,2,0,2)                | Damian Baliński     |
| 30 kwietnia 2010 | 2009 | PSŻ Lechma Poznań              | Zielona Góra        | 13. miejsce w półfinale    | 13. miejsce w półfinale    | 13. miejsce w półfinale    | Janusz Kołodziej    |
| 5 maja           | 2012 | GTŻ Grudziądz                  | Gorzów Wielkopolski | 11. miejsce w półfinale    | 11. miejsce w półfinale    | 11. miejsce w półfinale    | Piotr Pawlicki      |
| 25 kwietnia      | 2013 | GKM Grudziądz                  | Rawicz              | 11. miejsce w eliminacjach | 11. miejsce w eliminacjach | 11. miejsce w eliminacjach | Maciej Janowski     |
| 12 października  | 2014 | GKM Grudziądz                  | Rawicz              | 12. miejsce w eliminacjach | 12. miejsce w eliminacjach | 12. miejsce w eliminacjach | Przemysław Pawlicki |
| 14 kwietnia      | 2015 | Łączyńscy-Carbon Start Gniezno | Lublin              | 9.                         | 6                          | (1,0,2,1,2)                | Przemysław Pawlicki |
| 25 kwietnia      | 2016 | Polonia Piła                   | Tarnów              | 15.                        | 1                          | (0,0,1)                    | Patryk Dudek        |
| 20 kwietnia      | 2017 | Euro Finannce Polonia Piła     | Zielona Góra        | 9. miejsce w eliminacjach  | 9. miejsce w eliminacjach  | 9. miejsce w eliminacjach  | Przemysław Pawlicki |
| 19 kwietnia      | 2018 | Orzeł Łódź                     | Piła                | 12.                        | 6                          | (2,0,1,1,2)                | Jarosław Hampel     |
| 11 października  | 2019 | Get Well Toruń                 | Gdańsk              | 11.                        | 6                          | (0,1,3,1,1)                | Krzysztof Kasprzak  |

### Srebrny Kask
| Dzień      | Rok  | Klub        | Miejscowość | Miejsce                 | Punkty                  | Biegi                   | Zwycięzca        |
| ---------- | ---- | ----------- | ----------- | ----------------------- | ----------------------- | ----------------------- | ---------------- |
| 5 września | 2003 | Unia Leszno | Bydgoszcz   | 13. miejsce w półfinale | 13. miejsce w półfinale | 13. miejsce w półfinale | Robert Miśkowiak |
| 14 lipca   | 2005 | Unia Leszno | Tarnów      | 13. miejsce w półfinale | 13. miejsce w półfinale | 13. miejsce w półfinale | Janusz Kołodziej |

### Brązowy Kask
| Dzień       | Rok  | Klub        | Miejscowość         | Miejsce | Punkty | Biegi       | Zwycięzca         |
| ----------- | ---- | ----------- | ------------------- | ------- | ------ | ----------- | ----------------- |
| 22 września | 2000 | Unia Leszno | Leszno              | 16.     | 0      | (w,-,-,-,-) | Roman Chromik     |
| 6 września  | 2001 | Unia Leszno | Ostrów Wielkopolski | R1      | —      | NS          | Rafał Szombierski |
| 4 sierpnia  | 2002 | Unia Leszno | Tarnów              | 2.      | 11     | (3,2,2,2,2) | Robert Umiński    |
| 25 lipca    | 2003 | Unia Leszno | Toruń               | 17.     | 1      | (0,1,w,-,-) | Janusz Kołodziej  |